# Jens Zimmermann (Musiker)
Jens Zimmermann (* 1969) ist ein deutscher Musiker und DJ, der außer unter seinem richtigen Namen als AzReal bekannt ist.
Schon in der Jugend soll Jens Zimmermann ein großes Interesse an Musik an den Tag gelegt haben. Dabei fixierte er sich am Anfang nicht auf die elektronischen Musikrichtungen, sondern machte seine Erfahrungen mit Rock und EBM.
Nachdem er Torsten Fenslau kennengelernt hatte, bildeten sie die Kombo Culture Beat und feierten weltweite Erfolge. Jens Zimmermann sorgte nach der Auflösung unter dem Künstlernamen „AzReal“ im Drum-and-Bass-Bereich für Aufsehen und kehrte von dort erst 2005 wieder zurück. Seitdem liegt sein Fokus auf Techno und Minimal-Techno.

## Diskografie

### Singles
- 2005: #1 (12")
- 2005: #2 (12")
- 2006: #3 (12")
- 2007: #4 (12")
- 2007: Reduction, Seduction
- 2007: Geigenhimmel / The Return Of Horst Jackson
- 2007: Modmodblubblub / O-n-y-x
- 2007: Transmitter Check EP
- 2007: Tranquillité
- 2008: C30
- 2008: 2
- 2008: On Drumzzz
- 2008: 31-07-24 / Wonderpets
- 2008: Space Migration 3000
- 2009: Audio8
- 2009: A/B
- 2009: Compression E.P.
- 2009: X11 + X12
- 2009: Audio8
- 2010: White Treasures E.P.
- 2011: Static Structure Porn E.P.
- 2011: La Vie Est Precieuse EP
- 2012: We Transfer
- 2013: Roboter

### Remix
- 2005: Bedrud & Grolle - Music (Jens Zimmermann Remix)
- 2006: Maximilian Skiba – Randez-Vous (Zimmermann's Raumsabotage Mix)
- 2007: DS - Orangefood (Jens Zimmermann's Vitamin C Remix)
- 2007:  Byron Bogues – Iiawah (Jens Zimmermann Remix)
- 2008: Sebastian Roya – Andante (Jens Zimmermann Remix)
- 2008: Onur Özer - Sahara (Zimmermann's Wüstenmond Remix)
- 2009: Barbara & John Thomas - Aquarius (Jens Zimmermann Remix)
- 2009: Byron Bogues -  B.U.T. Fool (Jens Zimmermann Remix)
- 2011:  Luc Ringeisen - S.I.Î. (Jens Zimmermann Remix)
- 2013: Tanov - Unplow Partist (Jens Zimmermann Rework)
- 2013: Giacomo Trevi - Run (Jens Zimmermann Remix)

### Collaborations
- 2010: Italoboyz & Jens Zimmermann – Gesichtlein

### Released on a Compilation
- 2007: O.K. on  Roland Bone – Active Agent
- 2012: VCRC on VA - La Compilación Parte 2